# Karl Godulla
Karl Godulla, v polských pramenech uváděn i jako Karol Godula (8. listopadu 1781, Makoszowy, nyní městská část Zabrze – 6. července 1848, Vratislav) byl podnikatel působící v pruském Horním Slezsku v odvětví hornictví a hutnictví, průmyslový magnát přezdívaný „král zinku“.

## Život a dílo

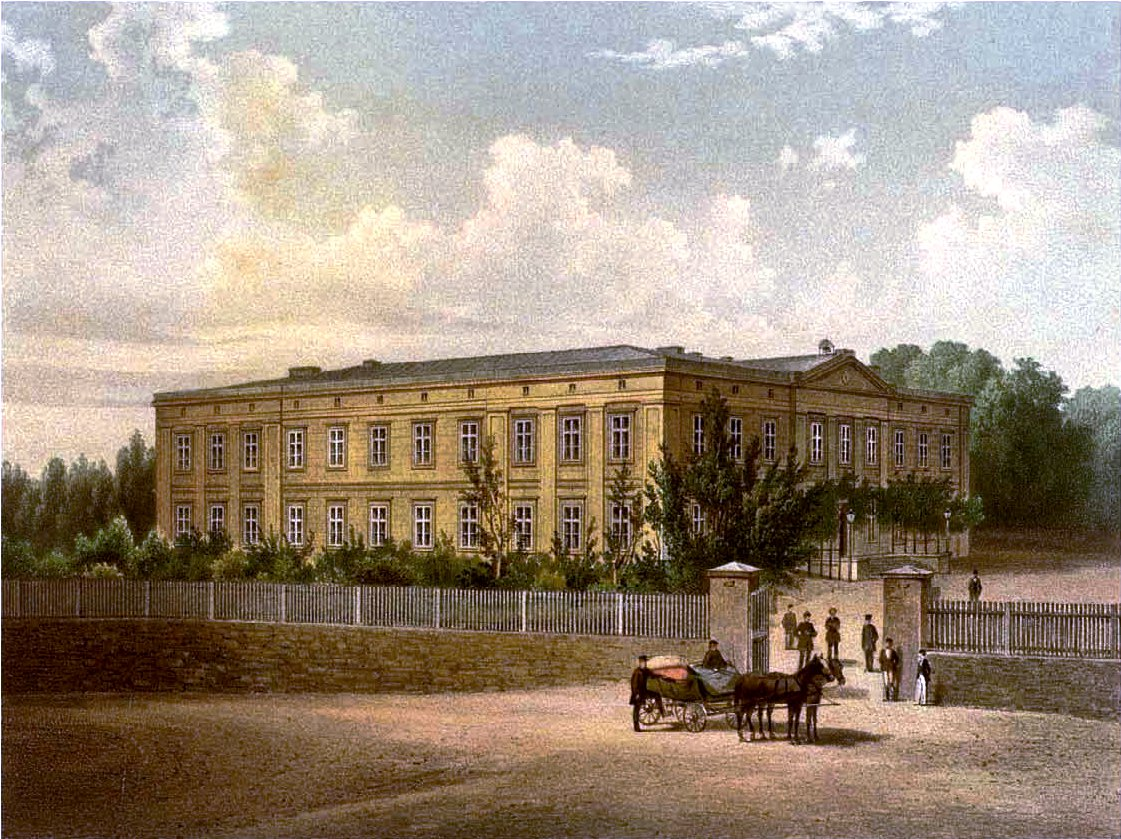
Godullův zámek v Szombierkách (zničený v roce 1945)

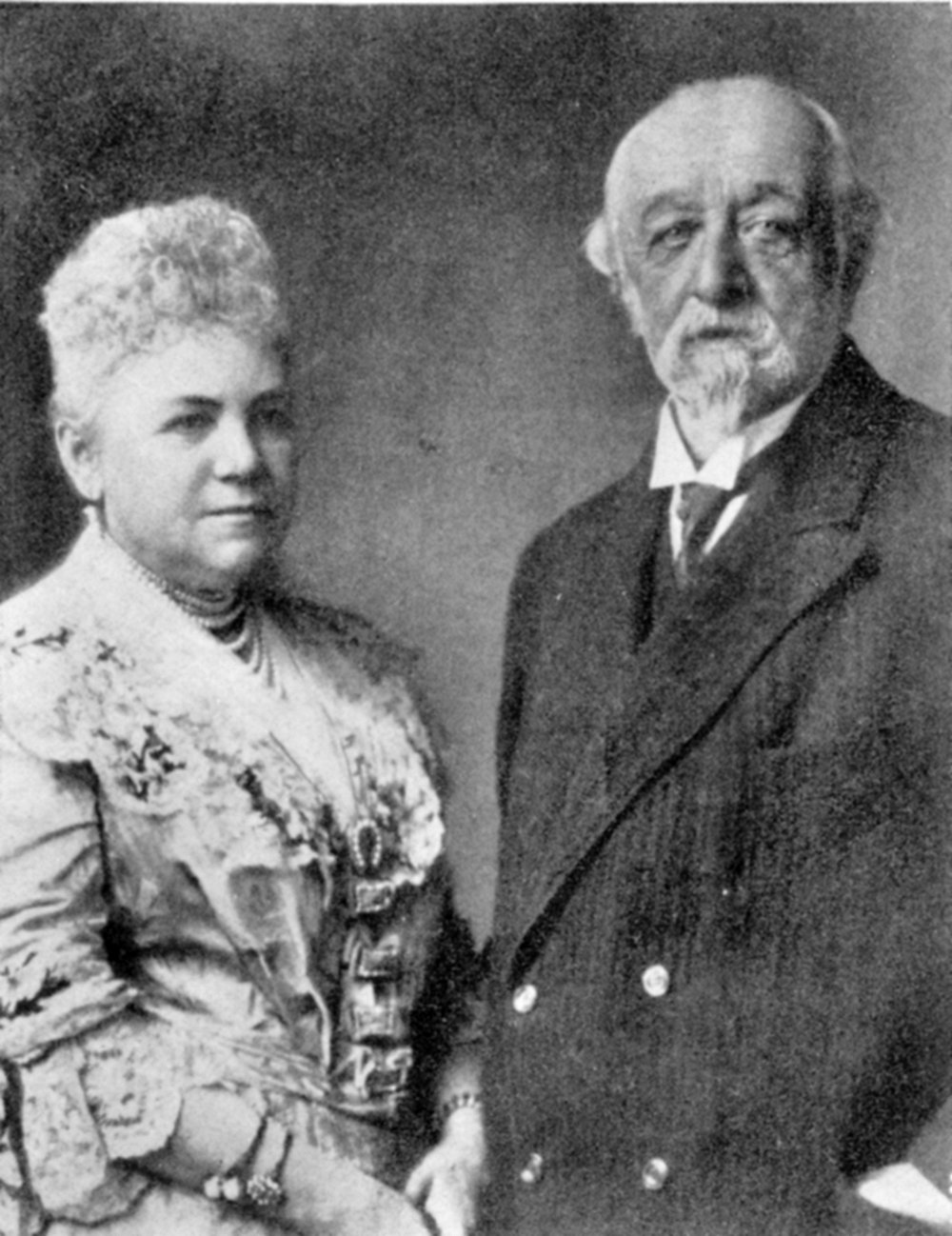
Johanna Grycziková a Hans Ulrich von Schhaffgotsch

Narodil se do skromných podmínek ve vesnici Makoszowy (Makoschau), která je dnes městskou částí Zabrze. Vychodil obecnou školu v Przyszowicích (Preiswitz), pak od roku 1797 studoval na cisterciáckém gymnáziu v Rudách (Groß Rauden) a v letech 1798–1800 na gymnáziu v Opavě. Roku 1801 vstoupil do služeb hraběte Carla Franze von Ballestrema, který „inteligentního, ambiciózního a šikovného mladíka“ podporoval. V roce 1807 se Godulla stal správcem Ballestremova panství. Podařilo se mu pro svého pána získat řadu výhodných těžebních polí pro výstavbu nových dolů a v roce 1818 byl povýšen do pozice hlavního Ballestremova zmocněnce a správce jeho pozůstalosti. S odstartováním vlastní kariéry pomohlo Godullovi získání podílu na akciích zinkové hutě Carl otevřené v roce 1812.
Postupně se Godulla vypracoval k postavení jednoho z nejúspěšnějších a nejbohatších podnikatelů pruského Horního Slezska. V době své smrti byl výlučným majitelem pěti zinkových dolů, 16 černouhelných dolů a tří zinkových hutí, dále byl akcionářem 13 zinkových dolů, 13 černouhelných dolů a jedné zinkově hutě. K tomu vlastnil statky Bobrek, Bujakow, Chudow, Orzegow, Klein Paniow (Paniówki) a Schomberg (Szombierki), a také zanechal 700 tisíc tolarů ve zlatě.
Přes své bohatství byl považován za skromného člověka, který upřednostňuje bydlení ve svém dřevěném venkovském stavení před zámkem v Szombierkách postaveném spíše pro reprezentativní účely. Povýšení do šlechtického stavu údajně odmítl s tím, že „největší čest pochází ze vzpomínky na aktivní život“. V mladém věku byl brutálně přepaden a odnesl to ztrátou jednoho oka, znetvořením poloviny obličeje, trvalým kulháním a neplodností (údajně byl svými mučiteli vykastrován). Ještě za svého života se stal předmětem lidových pověstí, které mu přisuzovaly kontakty s ďáblem a natrvalo vešly do hornoslezského folkloru.
Godulla se neoženil a zemřel bezdětný. Dva roky před smrtí si osvojil čtyřletou sedláckou dívku Johannu Gryczikovou (1842–1910), jíž zapsal všechen svůj majetek. Johanna, přezdívaná slezská Popelka, byla v šestnácti letech povýšena do šlechtického stavu jakožto Johanna von Schomberg-Godula a vdala se za hraběte Hanse Ulricha Schaffgotsche, s nímž společně spravovala a zúročila Godullův odkaz. V roce 1909 zařídila přesun jeho ostatků z Vratislavi do kostela v Szombierkách (dnes městská část Bytomi).
Na počest „krále zinku“ byla v roce 1854 pojmenována zinková huť Godula (německy Godulahütte), od ní pak odvodí svůj název městská část Slezské Rudy. Godullovo jméno nese Hornoslezská vysoká škola podnikání (Górnośląska Wyższa Szkoły Przedsiębiorczości) v Chořově a několik základních a středních škol napříč katovickou konurbací.